# Måndagsdemonstrationerna i Östtyskland

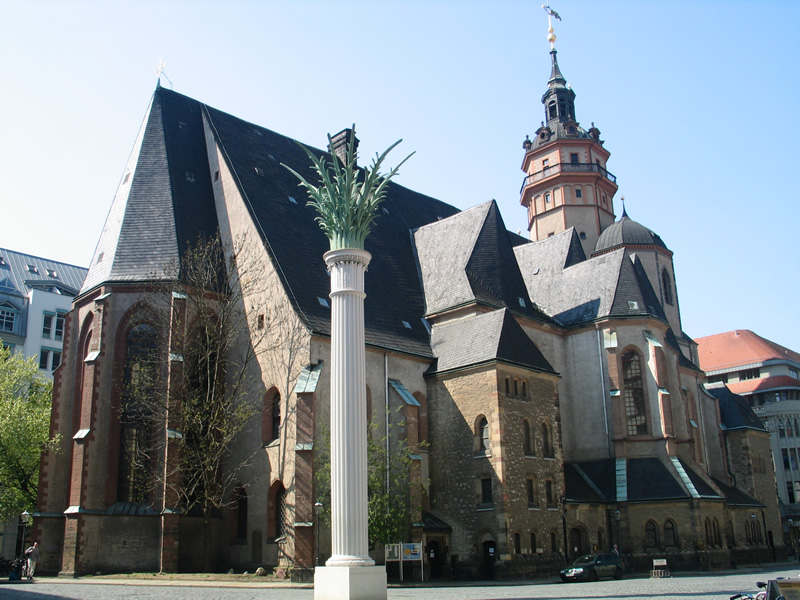
Nikolaikirche i Leipzig
I förgrunden minnesmärke för den fredliga revolutionen 1989

Måndagsdemonstrationerna i Östtyskland (tyska: Montagsdemonstrationen 1989/1990 in der DDR) var en serie fredliga protester mot den auktoritära östtyska regeringen som ägde rum varje måndag under stora delar av åren 1989 och 1990. De största demonstrationerna hölls i Leipzig men liknande protester förekom i ett flertal andra östtyska orter.
I Leipzig inleddes demonstrationerna den 4 september 1989, efter ordinarie böner för fred i Nikolaikirche med prästen Christian Führer, och så småningom fylldes det närbelägna, centrala torget "Karl Marx Platz" (idag känt som Augustus-Platz). Den lutherska kyrkan ställde sig bakom folkets motstånd mot regimen. Många missnöjda östtyska medborgare samlades i kyrkan, och började med de icke-våldsamma demonstrationerna kräva rättigheter. De krävde bland annat frihet att resa till andra länder och att demokratiskt och regelbundet själva få välja regering. Information spreds bl.a. via västtysk TV och vänner, vilket kom att påverka utvecklingen av demonstrationerna. Människor i andra östtyska städer började ta efter demonstrationerna i Leipzig.

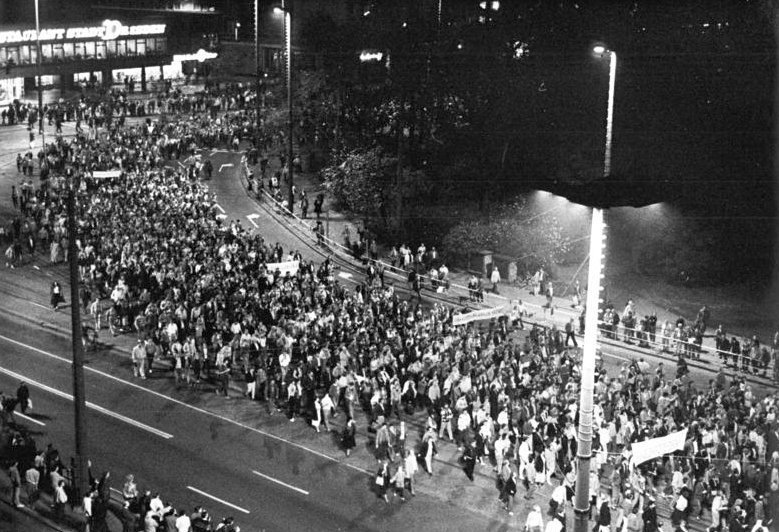
Måndagsdemonstration i Leipzig den 23 oktober 1989

I september hade Västtysklands ambassad i Prag tagit emot tusentals flyende östtyskar. En viktig vändpunkt i utvecklingen kom efter att Västtysklands utrikesminister Hans-Dietrich Genscher förhandlat fram ett avtal som tillät dem att resa till väst. Tågen som tog flyktingarna till väst, skulle dock passera östtyskt område, och när de den 4 oktober passerade Dresdens centralstation var östtyska polisen tvungen att hindra människor från att hoppa på tågen i förhoppning att ta sig till Västtyskland. Till slut tog polisen till vattenkanoner för att skingra demonstranterna och grep ett stort antal människor. Nyheten om detta spreds snabbt, spädde på ilskan mot regimen och bidrog till ökade protester.
Den 9 oktober 1989 hade mer än 70 000 personer samlats i Leipzig (vars befolkning var 500 000) för att demonstrera, alla förenade i fredligt motstånd mot regimen. Den mest kända politiska slogan demonstranterna framförde var: Wir sind das Volk! (sv. Vi är folket!), för att påminna landets ledare om att en demokratisk republik måste styras av folket, inte av ett odemokratiskt parti som bara påstår sig företräda dem. Veckan innan hade demonstrationen upplösts med våld. Även om vissa demonstranter arresterades, blev dock hoten från säkerhetsstyrkorna aldrig genomförda den här gången. Nästa vecka i Leipzig, den 16 oktober 1989, dök 120 000 demonstranter upp, trots de militära enheter som avvaktade i närheten. Nästa vecka hade antalet mer än fördubblats till 320 000 personer, vilket visade på en enorm uppslutning i befolkningen i kritiken mot regimen.
Den östtyske ledaren Erich Honecker tvingades nu avgå. Demonstrationer fortsatte att tillta i landet; den 4 november demonstrerade hela 500 000 människor i Östberlin för demokratiska reformer.
Dessa omfattande demonstrationer bidrog, med sitt starka tryck på Östtysklands ledning, till Berlinmurens fall den 9 november 1989.
Demonstrationerna upphörde så småningom, i mars 1990, vid tiden för det första fria flerpartivalet för parlamentet, vilket banade väg för Tysklands återförening.